# Енисейский уезд
Енисейский уезд (Енисейский округ) — административно-территориальная единица в составе ряда административно-территориальных образований, существовавшая в 1619—1924 годах. Уездный город — Енисейск.

## История
Енисейский уезд был образован в 1619 году. Первоначально он входил в состав Тобольского разряда, а в 1629 году вошёл в Томский разряд. В 1677 году Енисейский уезд вошёл в Енисейский разряд.
В 1708 году город Енисейск вошёл в Сибирскую губернию. В 1719 году в её составе была образована Тобольская провинция, к которой отошёл и Енисейск. С 1724 года Енисейский уезд стал относиться к Енисейской провинции Сибирской губернии. В 1775 году деление на провинции было отменено и уезд перешёл в прямое подчинение Сибирской губернии.
В 1782 году Енисейский уезд был включён в состав Томской области Тобольского наместничества. С 1796 уезд входил в Тобольскую губернию.
В 1804 году Енисейский уезд был отнесён к Томской губернии, а в 1822 — к Енисейской. При этом уезд был преобразован в округ. В 1898 году округ вновь стал уездом.
В 1924 году Енисейский уезд был упразднён, а его территория разделена между Красноярским, Канским, Ачинским и Туруханским уездами.

## Население
По данным переписи 1897 года в округе проживало 67 536 чел. В том числе русские — 93,3 %; тунгусы — 1,9 %; татары — 1,2 %; евреи — 1,2 %. В окружном городе Енисейске проживало 11 506 чел.

## Административное деление
В 1913 году уезд состоял из 8 волостей:
- Анциферовская волость — с. Анциферовское,
- Бельская волость — с. Бельское,
- Казачинская волость — с. Казачинское,
- Кежемская волость — с. Кежемское,
- Маклаковская волость — с. Маклаково,
- Пинчуговская волость — с. Богучанское,
- Чернянская волость — с. Червянка,
- Яланская волость — с. Яланское.